# ウルフ・ホール (テレビドラマ)
『ウルフ・ホール』（Wolf Hall）は、ヒラリー・マンテルの小説『ウルフ・ホール』および『罪人を召し出せ』に基づく、イギリスBBC制作の全6回のミニシリーズ・ドラマである。第73回ゴールデン・グローブ賞作品賞ミニシリーズ・テレビ映画部門を受賞した。
日本ではAXNミステリーにて、2016年1月9日に全4回に編集して放送された。

## あらすじ
低い身分の生まれのトマス・クロムウェルは大法官のトマス・ウルジーの右腕に上りつめる。だがウルジーはヘンリー8世の寵愛を失い、没落の憂き目に会う。クロムウェルは熱病で妻と娘2人を失いながらも危機を乗り越え、王の寵臣となる。王を助けて王妃キャサリン・オブ・アラゴンとの結婚の無効化とアン・ブーリンとの再婚、そしてイングランド国教会のローマ教会からの離脱と修道院の没収を成し遂げる。だが男子を産めないアンからヘンリーの心は離れ、クロムウェルはアンを冤罪に陥れてヘンリーの再婚をお膳立てする。

## キャスト

### 主要キャスト
| 役名                       | 俳優                             | 説明                                                       |
| -------------------------- | -------------------------------- | ---------------------------------------------------------- |
| トマス・クロムウェル       | マーク・ライランス               | 主人公。低い身分からウルジーに仕え、やがて王の寵臣となる。 |
| ヘンリー8世                | ダミアン・ルイス                 | テューダー朝第2代の王                                      |
| アン・ブーリン             | クレア・フォイ                   | ヘンリー8世の2番目の妻                                     |
| トマス・ブーリン           | デイヴィッド・ロブ               | アンの父                                                   |
| トマス・ハワード           | バーナード・ヒル                 | アンの叔父の大貴族                                         |
| トマス・モア               | アントン・レッサー               | ヘンリー8世に仕える法律家、思想家                          |
| スティーブン・ガードナー   | マーク・ゲイティス               | ウルジーの秘書                                             |
| ユースタス・シャプイ       | マチュー・アマルリック           | 神聖ローマ帝国大使                                         |
| キャサリン・オブ・アラゴン | ジョアンヌ・ウォーリー           | スペイン出身のヘンリー8世の最初の妻                        |
| トマス・ウルジー           | ジョナサン・プライス             | ヘンリー8世の寵臣、トマス・クロムウェルの主人              |
| ラルフ・サドラー           | トーマス・サングスター           | クロムウェルに仕える若者                                   |
| グレゴリー・クロムウェル   | トム・ホランド                   | トマスの息子                                               |
| ヘンリー・パーシー         | ハリー・ロイド                   | アン・ブーリンの婚約者                                     |
| ジェーン・ブーリン         | ジェシカ・レイン                 | アンの弟ジョージの妻                                       |
| ジョアンヌ・ウィリアムソン | サスキア・リーヴス               | トマス・クロムウェルの義理の姉妹                           |
| メアリー・ブーリン         | チャリティー・ウェイクフィールド | アンの姉妹                                                 |

## エピソード
すべて脚本はピーター・ストローハン、監督はピーター・コスミンスキー。
| No. / Year | 原題                 | 英国放送日    | 英国視聴者数 (million) |
| ---------- | -------------------- | ------------- | ---------------------- |
| 1–1529     | "Three Card Trick"   | 2015年1月21日 | 5.99                   |
| 2–1529     | "Entirely Beloved"   | 2015年1月28日 | 4.46                   |
| 3–1531     | "Anna Regina"        | 2015年2月4日  | 4.13                   |
| 4–1533     | "The Devil's Spit"   | 2015年2月11日 | 4.29                   |
| 5–1535     | "Crows"              | 2015年2月18日 | 3.72                   |
| 6–1536     | "Master of Phantoms" | 2015年2月25日 | 3.74                   |

AXNミステリーでは全4話に編集され、それぞれ以下のタイトルで放送。
- Three Card Trick
- Entirely Beloved
- The Devil's Spit
- Master of Phantoms

## 受賞
| 年   | テレビドラマ賞             | 賞                                         | 対象               | 結果       |
| ---- | -------------------------- | ------------------------------------------ | ------------------ | ---------- |
| 2016 | 第73回ゴールデングローブ賞 | 作品賞（ミニシリーズ／テレビ映画部門）     |                    | 受賞       |
| 2016 | 第73回ゴールデングローブ賞 | 主演男優賞（ミニシリーズ／テレビ映画部門） | マーク・ライランス | ノミネート |
| 2016 | 第73回ゴールデングローブ賞 | 助演男優賞（テレビ部門）                   | ダミアン・ルイス   | ノミネート |